# Tylenchoidea
Los tilencoideos (Tylenchoidea) son una superfamilia de nemátodos secernénteos. Sus miembros son saprófitos o parásitos de plantas.
- Datos: Q3595233
- Multimedia: Tylenchoidea / Q3595233